# Saint-Martin-d’Écublei
Saint-Martin-d’Écublei ist eine französische Gemeinde mit 630 Einwohnern (Stand: 1. Januar 2022) im Département Orne in der Region Normandie. Sie gehört zum Arrondissement Mortagne-au-Perche und zum Kanton L’Aigle. Die Einwohner werden Écubleins genannt.

## Geographie
Die Gemeinde Saint-Martin-d’Écublei liegt zwischen den Landschaften Le Perche und Pays d’Ouche am Fluss Risle an der Grenze zum Département Eure, vier Kilometer nordöstlich von L’Aigle und etwa 55 Kilometer nordöstlich von Alençon. Umgeben wird Saint-Martin-d’Écublei von den Nachbargemeinden Saint-Antonin-de-Sommaire im Norden, Rugles im Nordosten, Chéronvilliers im Osten, Saint-Sulpice-sur-Risle im Süden und Westen sowie Saint-Nicolas-de-Sommaire im Nordwesten.

## Bevölkerungsentwicklung
| Jahr                       | 1962 | 1968 | 1975 | 1982 | 1990 | 1999 | 2010 | 2021 |
| -------------------------- | ---- | ---- | ---- | ---- | ---- | ---- | ---- | ---- |
| Einwohner                  | 349  | 328  | 322  | 405  | 505  | 499  | 610  | 636  |
| Quellen: Cassini und INSEE |      |      |      |      |      |      |      |      |

## Sehenswürdigkeiten
- Menhir von Écublai
- Reste einer Turmhügelburg (Motte)
- Kirche Saint-Martin
- Schloss Le Mesnil, 1766 erbaut
- Schloss Le Bois-Bertre mit Kapelle, 1824 erbaut
- Herrenhaus von Le Lentil aus dem 16. Jahrhundert
- Mühle von La Chaise

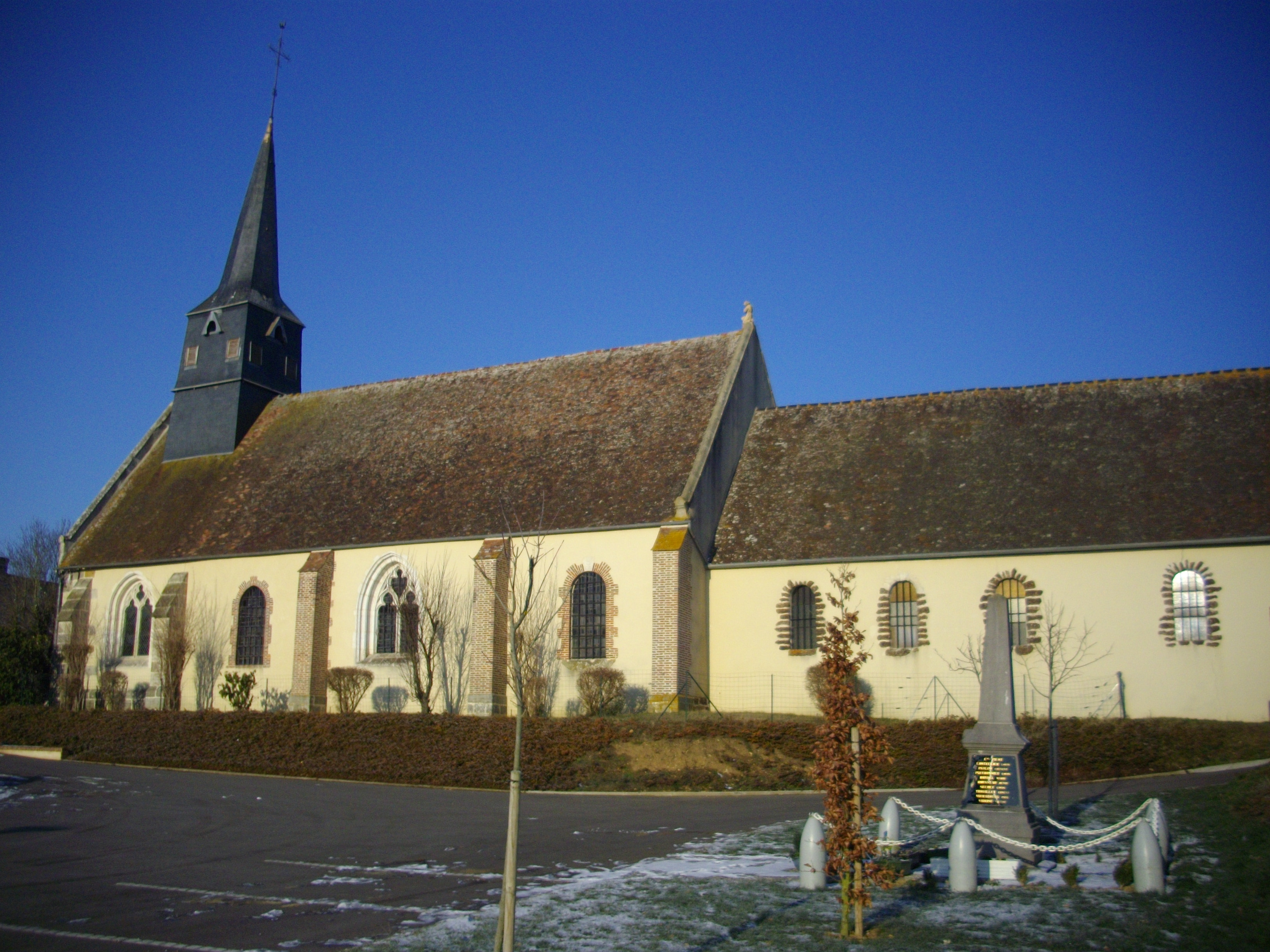
Kirche Saint-Martin
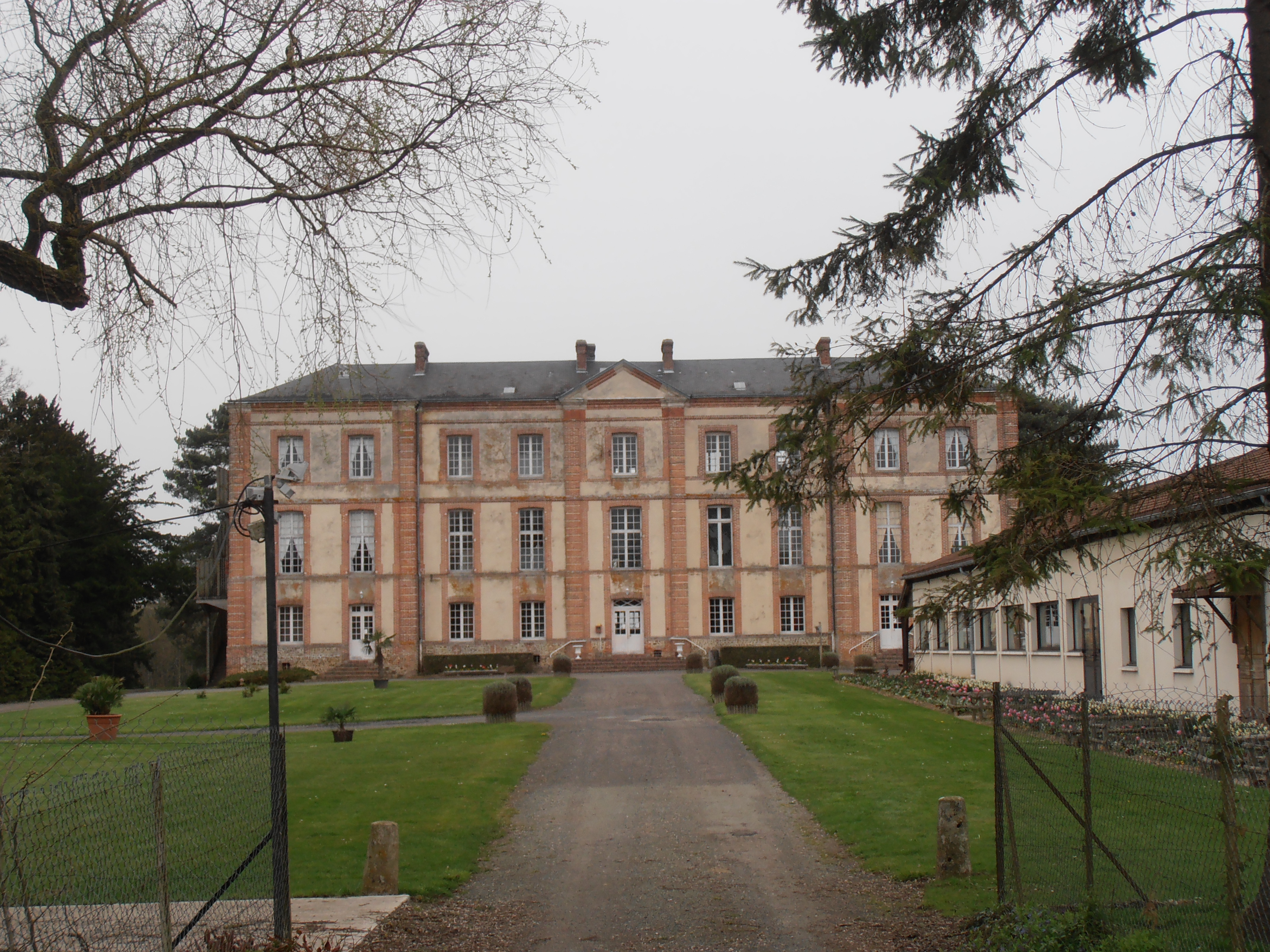
Schloss Le Mesnil
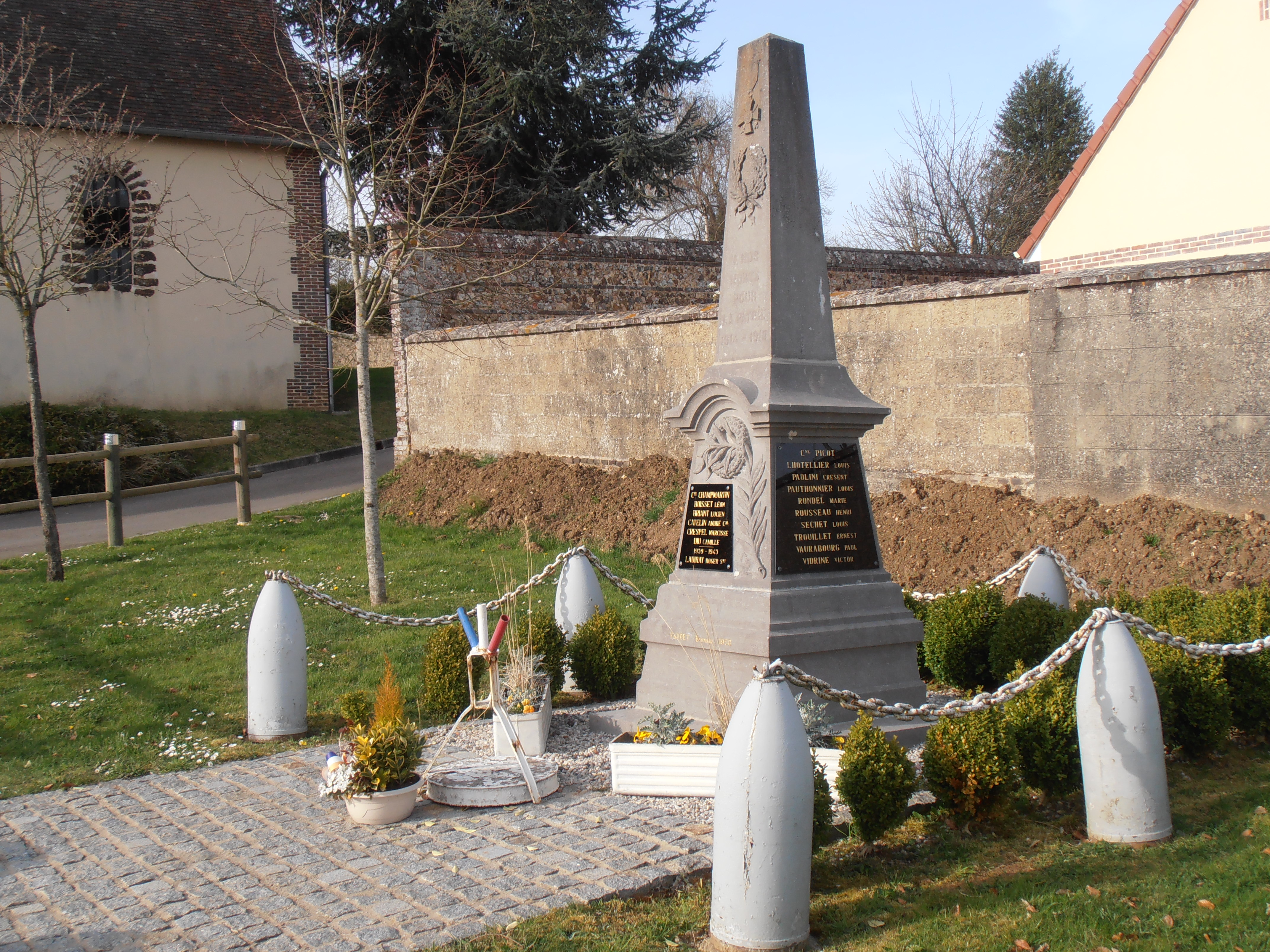
Gefallenendenkmal

## Persönlichkeiten
- Émile Picot (1844–1918), Romanist